# Crimă a spus ea
Crimă a spus ea sau Verdict: Crimă! (în engleză Murder, She Said) este un film de comedie polițistă regizat de George Pollock după un scenariu de David Osborn bazat pe romanul Trenul de Paddington de Agatha Christie. În rolurile principale au interpretat actorii Margaret Rutherford, Arthur Kennedy și Muriel Pavlow.
A fost produs și distribuit de studiourile Metro-Goldwyn-Mayer și a avut premiera la 26 septembrie 1961 în Regatul Unit. Coloana sonoră a fost compusă de Ron Goodwin.  Filmul a avut un profit de 342.000 de dolari americani.
Este primul film MGM regizat de George Pollock și cu Margaret Rutherford ca Miss Marple, fiind urmat de Crimă la galop (1963), Crimă în culise și Crimă pe mare (ambele în 1964). Rutherford  a mai avut o scurtă apariție în filmul cu Hercule Poirot, Omorurile alfabetice (1965), regizat de Frank Tashlin.

## Rezumat
În timp ce călătorea cu trenul, Miss Marple asistă la strangularea unei tinere într-un alt tren pe o linie paralelă. Poliția nu găsește nimic care să-i susțină povestea, așa că ea începe propria anchetă și, cu ajutorul prietenului ei apropiat, Jim Stringer, ajunge la concluzia că trupul trebuie să fi fost aruncat din tren în apropiere de Ackenthorpe Hall.
Miss Marple se angajează ca menajeră a familiei Ackenthorpe, unde are de înfruntat pe angajatorului ei dificil, Luther Ackenthorpe, și caută cadavrul dispărut. În cele din urmă găsește cadavrul ascuns într-un grajd din „epoca egipteană” a lui Luther, provocând dezamăgirea inspectorului de poliție Craddock.
Stringer descoperă detaliile testamentului lui Luther Ackenthorpe: averea familiei va fi împărțită între fiica sa Emma; fiii săi Cedric, Harold și Albert; și Alexandru, nepotul său inteligent și perspicace. (Un al patrulea fiu, Edmund, a fost ucis în război.) De asemenea, Dr. Quimper, medicul lui Ackenthorpe, și Emma sunt îndrăgostiți în secret. Grădinarul Hillman și servitoarea cu jumătate de normă, doamna Kidder, completează lista suspecților.
Alexander găsește primul indiciu, o cutie muzicală cu melodia „Frère Jacques”, aproape de locul în care corpul trebuie să fi căzut din tren. Când Emma dezvăluie că a primit recent o scrisoare de la o franțuzoaică pe nume Martine, care susține că s-a căsătorit cu Edmund cu puțin timp înainte ca acesta să moară și, prin urmare, este moștenitoare, identitatea femeii moarte și motivul crimei par clare.
Arsenicul din rața preparată de Miss Marple îi îmbolnăvește pe toți care mănâncă, dar numai Albert moare. Apoi Harold este ucis cu propria sa pușcă. Poliția nu este sigură dacă a fost sinuciderea unui criminal sau a treia victimă a unui criminal necunoscut. Cu toate acestea, Miss Marple nu este înșelată și pune la cale o capcană, folosind cutia muzicală ca momeală. Dr. Quimper este dezvăluit ca fiind criminalul. Femeia moartă nu este deloc Martine, ci propria sa soție. Quimper se temea că aceea cutie muzicală, un cadou pentru soția sa, l-ar putea indica pe el ca fiind criminalul. El intenționa să scape de ceilalți moștenitori și să se căsătorească cu Emma. El i-a administrat o a doua doză fatală de arsenic lui Albert în timp ce se presupunea că îl îngrijea pe acesta.

### Diferențe față de roman
La fel ca în majoritatea interpretărilor ei despre Miss Marple, interpretarea actriței Margaret Rutherford a fost destul de diferită de cea a personajului Agathei Christie. În plus, suspansul și atmosfera întunecată specifică Agathei Christie au fost înlocuite în mare parte cu scene ușoare, chiar capricioase, tipice unei comedii de maniere.
În roman, o femeie în vârstă, pe nume Elspeth McGillicuddy, este cea care asistă la crimă, nu prietena ei Miss Marple, care este prezentată ulterior. De asemenea, în roman, o tânără cunoștință a domnișoarei Marple, nu Miss Marple însăși, este trimisă pentru a lucra ca menajeră în locul suspect. Conacul în care domnișoara Marple își desfășoară anchetele se numește Rutherford Hall în roman, dar a fost schimbat în Ackenthorpe Hall în film pentru a evita confuzia cu prenumele actriței principale. Crackenthorpe, numele de familie folosit în roman, a fost scurtat ca Ackenthorpe.

## Distribuție
Au interpretat actorii:
- Margaret Rutherford - Miss Jane Marple
- Arthur Kennedy - Dr Paul Quimper
- Muriel Pavlow - Emma Ackenthorpe
- James Robertson Justice - Luther Ackenthorpe
- Thorley Walters - Cedric Ackenthorpe
- Charles Tingwell - Inspector Craddock
- Conrad Phillips - Harold Ackenthorpe
- Ronald Howard - Brian Eastley, tatăl lui Alexander
- Joan Hickson - Mrs Kidder (Hickson a apărut ulterior ca - Miss Marple în seria BBC omonimă)
- Stringer Davis - Jim Stringer
- Ronnie Raymond - Alexander Eastley
- Gerald Cross - Albert Ackenthorpe
- Michael Golden - Hillman
- Barbara Leake - Mrs Hilda Stainton
- Gordon Harris - Sergent Bacon
- Peter Butterworth - Controlor de bilete în tren
- Richard Briers - "Mrs Binster", de la Mrs Binster's Employment Agency
- Lucy Griffiths - Lucy

## Producție și primire
În ciuda dezamăgirii personale a Agathei Christie față de această adaptare, filmul a avut parte de un răspuns în general pozitiv din partea criticilor și menține un rating de aprobare de 83% pe Rotten Tomatoes. Almar Halfidason, un critic al site-ului de filme al BBC, i-a acordat patru stele dintr-un total de cinci, numindu-l „încântător” și „distractiv”.
Filmul a avut un profit de 342.000 de dolari americani.